# Czarna Strzała (powieść)

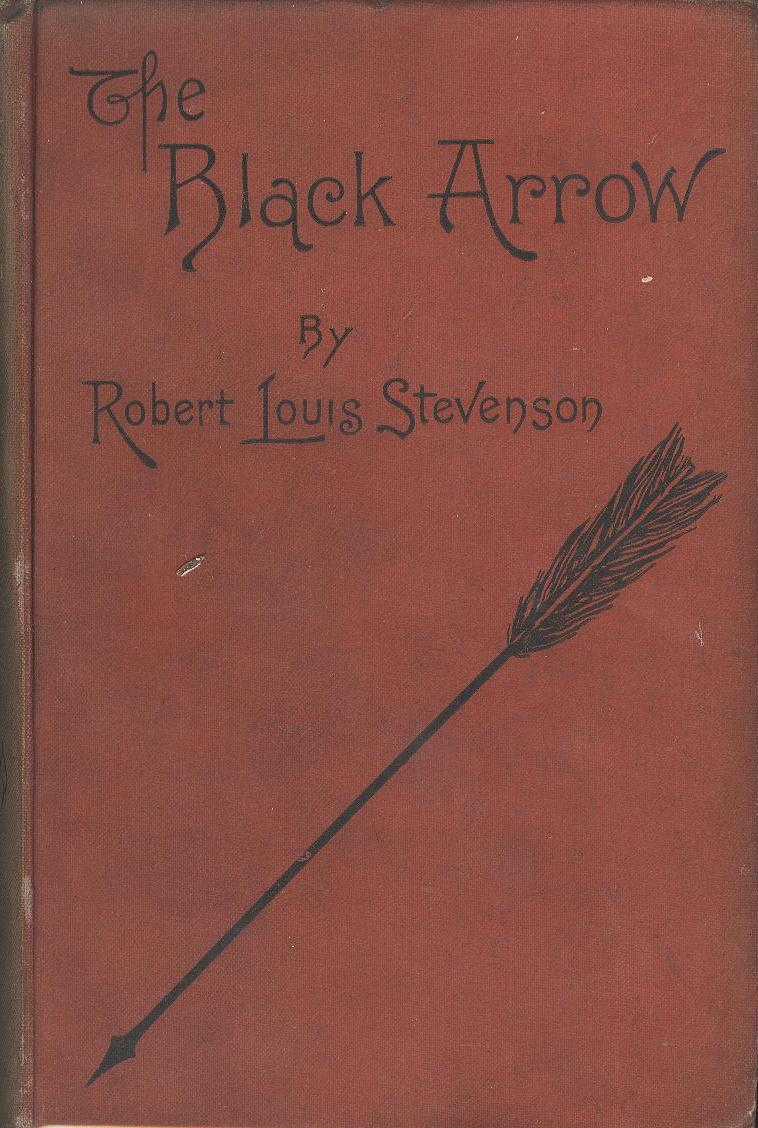
Okładka pierwszego wydania powieści "Czarna Strzała"

Czarna Strzała (ang. The Black Arrow: A Tale of the Two Roses) – powieść historyczno-przygodowa szkockiego prozaika i poety Roberta Louisa Stevensona, opublikowana w 1888. Akcja utworu toczy się w Anglii w czasie Wojny Dwóch Róż, czyli w drugiej połowie XV wieku. Głównymi bohaterami są Richard Shelton i Joanna Sedley. Powieść była kilkakrotnie zekranizowana. Na język polski przekładali ją Tadeusz Jan Dehnel i Dagmara Kamińska. 